# Androginofilia
L'androginofilia (composto dal latino androgy̆nus e greco ἀνδρόγυνος andrógynos = androgino e dal greco φιλειν philein = amore) è il termine che indica interesse o attrazione sessuale per gli androgini. Poiché il termine androgino viene spesso impropriamente utilizzato per indicare esseri umani scientificamente definiti come ermafroditi, anche androginofilia viene riferita spesso al desiderio sessuale per chi è ermafrodito o ermafrodita.
A causa della rarità e delle difficoltà nell'incontrare e riconoscere abitualmente individui ermafroditi, regolarmente non si considera come un orientamento sessuale tra la popolazione generale. Però la scarsa frequenza e conoscenza di soggetti ermafroditi, da parte della maggior parte della gente, non è condizione sufficiente per escludere qualsiasi possibilità che esistano anche persone per le quali l'androginofilia va considerata appieno come orientamento sessuale, cioè un comportamento reiterato e persistente nel tempo. Inoltre, bisogna considerare che condannare l'androginofilia significa emarginare sia i soggetti attratti, da chi presenta caratteristiche sia maschili che femminili contemporaneamente, sia l'ermafrodito o l'androgino stesso, rendendogli la vita di relazione più difficile e causandone un disagio clinicamente significativo.